# المسيحية في أروبا

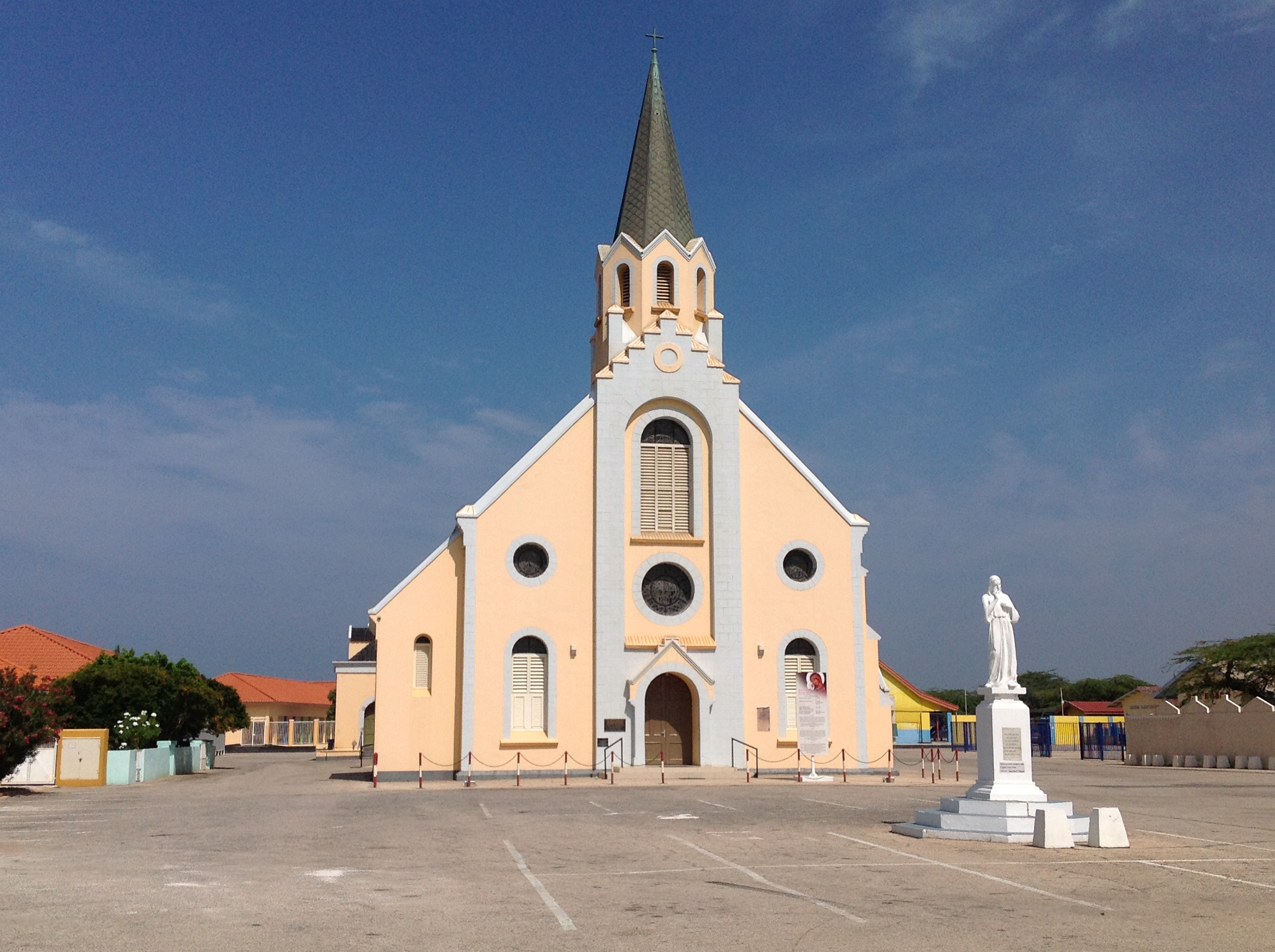
كنيسة القديسة حنة في نورد.

تعد المسيحية الديانة السائدة في أروبا، وفقاً لتقديرات مركز بيو للأبحاث عام 2010 حوالي 94.2% من السكان من المسيحيين، ويعتنق أغلب سكان أروبا المسيحية دينًا على المذهب الروماني الكاثوليكي (80.4%)، من ثم البروتستانتية الانجيلية (7.8%). تُعتبر عدد من الأعياد المسيحية مثل عيد الميلاد، وعيد الصعود ويوم الجمعة العظيمة أعياد وطنيّة.} ومن مظاهر الثقافة الكاثوليكية في الجزيرة الكرنفال حيث تسبق يوم أربعاء الرماد ممارسات ومهرجانات اجتماعية مميزة تسمى الكرنفالات.
وينضوي كاثوليك البلاد إلى أبرشية ويلمستاد الكاثوليكية والتي تضم جميع البلدان التابعة لمملكة هولندا في منطقة البحر الكاريبي والتي تضم كل من أروبا وكوراساو وسينت مارتن وجزر بونير وسينت أوستاتيوس وسابا، والأبرشية هي أيضًا عضو في مؤتمر الأساقفة في جزر الأنتيل. وتأسست الأبرشية في البداية كنيابة رسولية في كوراساو في عام 1752، وتمت ترقيتها إلى رتبة فيكاريت في عام 1842، وأخيراً إلى مقام أبرشية ويلمستاد في أبريل من عام 1958.